# ファーミントン・ヒルズ
ファーミントン・ヒルズ（英称：Farmington Hills）は、アメリカ合衆国ミシガン州のオークランド郡にある都市。人口は8万3986人（2020年）。デトロイト都市圏の北西部にあり、アナーバー別名アン・アーバーの北東に位置している。
ファーミントン・ヒルズは合衆国またはミシガン州の最も安全な都市の一つにランクしている。 2010年、アメリカ合衆国内では30番目に安全な都市だった。
ミシガン州のファーミントンとファーミントン・ヒルズは同じサービスと住所であるが、しばしば、同じコミュニティと考えられている。この都市には新しくなったダウンタウン、ブティック、古い映画館、多くのレストラン、普通でない自動車販売店、ギャラリー、「遺跡公園」がある公園などがある。歴史的なサイトとしてはロングエーカーハウスやフレッドワーナー知事の住宅がある。二つの都市はファーミントン学区にある。ファーミントン・ヒルズはまたデトロイトの商業センターでもある。
ファーミントン・ヒルズには ホロコースト記念センターがある。このセンターの役割はホロコーストの悲劇性、悪魔性を教えることである。もともと隣接する西ブルームフィールド町にあったが、拡張・移転してきた。

## 地理
アメリカ合衆国国勢調査局,によると全面積は33.31平方マイル (86.27 km2)であり、うち33.28平方マイル (86.19 km2)は陸地、0.03平方マイル (0.08 km2)は水面である。

## 歴史
最初の白人の入植者はニューヨークのファーミントンから来たクエーカー派の人で名前はArthur Powerといった。彼は1823年に土地を買い、翌年家族などともに去っていった。この入植地はクエーカータウンとして知られるようになった。1826年1月郵便局ができ、ファーミントンという名前であった。1827年に町が組織され1866-67年の冬に成立した。しかし1872年10月9日、火災が起き、中央街を焼き払った。その後、村になり、1926年には市になった。
この町の南西端に小さな集落ができClarencevilleというが、これはミシガン州ウエーン郡のリヴォニアLivoniaと境を接していた。ステファン・ジェニングスは宿屋と商店をたて、デトロイトとホーウエルの道路を行きかう旅人にサービスした。この名前はクラーレンビル学区Clarenceville School Districtに残っている。学校はウエーン郡のリノヴィアにあるが、この学区はファーミントンヒルズの一部をサービスしている。
1847年、町の1マイル南のウオルコットコーナーに北ファーミントンという名前の郵便局ができた。郵便局長のChauncey D. Walcottが1865年に亡くなってこの郵便局は町の北東に移り、1902年9月まで営業していた。1839年に東ファーミントン郵便局ができて、1842年まで営業した。
ファーミントン町のほかの部分がファーミントンヒルズに合併する前に2つの地域があった。最初のものは Quaker Valley Farmsといいクエーカータウン村として1959年合併した。もう一つは
Wood Creek Farmsといい 1937年に George Wellington of Franklinがニューイングランドの邸宅にちなんで名づけられた。1957年村として合併した。
この二つの村は1973年にファーミントンヒルズとして他のファーミントンの町とともに合併した。
1964年にファーミントンはFounders Festivalを始めた。この祭りは7月の中旬に行われ、ファーミントンのダウンタウンで博覧会や手工芸品の販売、ショー、おいしい食べ物などがあり、友人や家族にとっていい雰囲気のものである。

## 経済

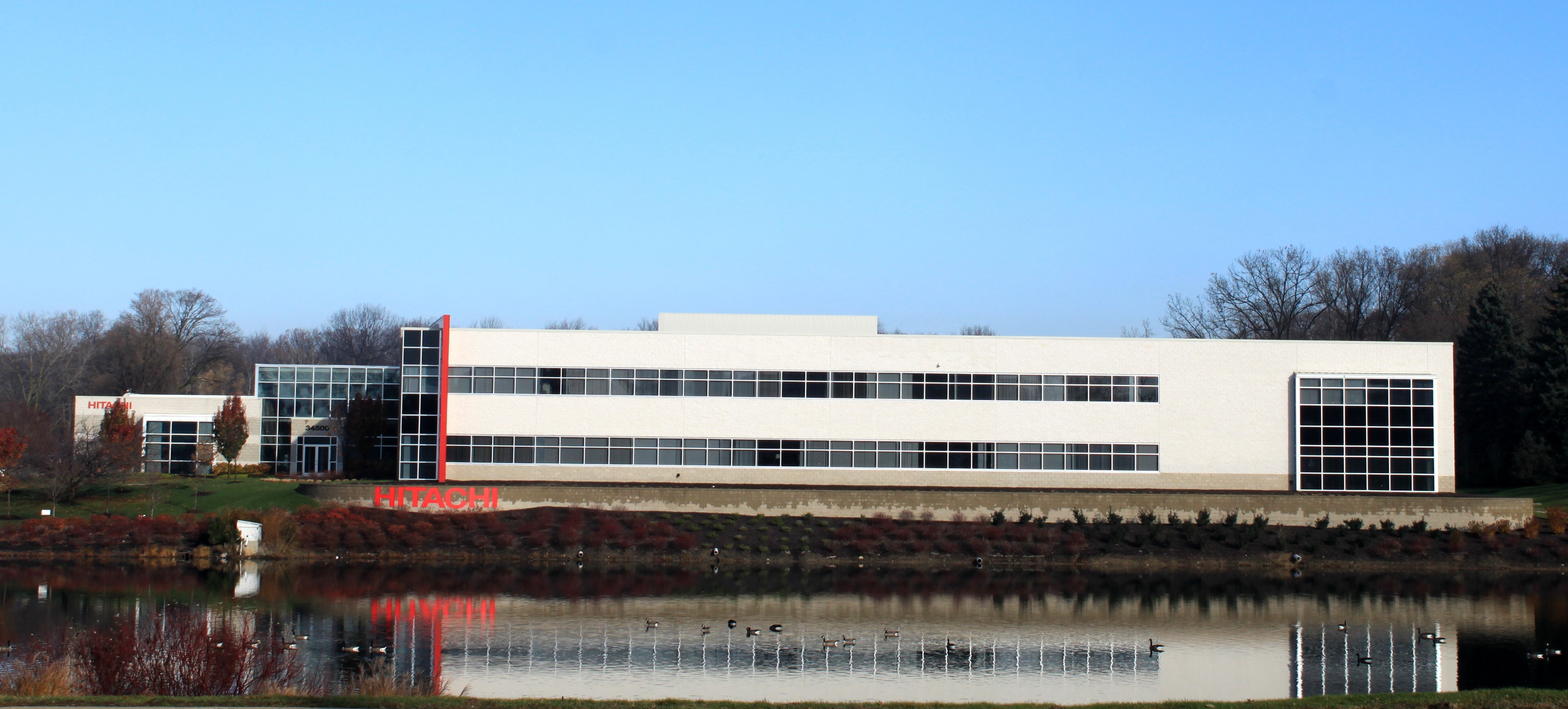
日立オートモティブシステムズアメリカズ、Inc.事務所

ゲール出版社（英称：Gale)　はCengage Learning所有の教育系出版会社である。自動車ローン会社、TD Auto Financeもファーミントン　ヒルズにある。他にも最近大きな会社の支店などが建てられた。
日産テクニカルセンター・ノースアメリカ (Nissan Technical Center North America)と日産商事会社はファーミントンヒルズにある。
日産テクニカルセンターは北米、ラテンアメリカの日産のボディの技術を扱う。そこには小さい研究所も付属していて、燃料電池、電気自動車などの研究をしている。2012年現在、800人の正規従業員がおり、さらに150人を雇うとしている。
日野モータース　マニュファクチャリング　U.S.A.株式会社 (Hino Motors Manufacturing U.S.A., Inc.）は本部がファーミントンヒルズにある。
日立オートモティブシステムズアメリカズ、Inc.（Hitachi Automotive Systems Americas, Inc.）もファーミントンヒルズに事務所がある。
「マンゴ Languages」は言語ソフトウエア会社であるが、本部がここにある。
この市の2011年度の総合年間経済報告によると一番多く雇用しているのは
| #  | 雇主                                   | 従業員数 |
| -- | -------------------------------------- | -------- |
| 1  | ボッツフォード病院 (EN)                | 3,477    |
| 2  | Bosch                                  | 1,600    |
| 3  | ファーミントン公立学校 (EN)            | 1,576    |
| 4  | Gale                                   | 850      |
| 5  | Aditya Birla Minacs                    | 700      |
| 6  | TD Auto Finance                        | 600      |
| 7  | Trott & Trott                          | 600      |
| 8  | ACO Hardware                           | 500      |
| 9  | 日産テクニカルセンター・ノースアメリカ | 500      |
| 10 | GreenPath Debt Solutions               | 500      |
| 11 | Quicken Loans (EN)                     | 500      |

## 地方政府
ファーミントンヒルズは シティー・マネージャー制、英語：Council-Manager 形態の地方政府であり、シティカウンスル、（日本語：市町村議会）があり、市長（2011年選出のBarry Bricker）と6人の議員より成っている。 議会はCity Manager、（日本語：市制担当官）を任命する。市制担当官は毎日の市の作業を実行する。
ファーミントンヒルズはミシガン州ファーミントンに隣接する。  この二つの都市はミシガン州の一地域で、民主党Vicki Barnettが率いるミシガン州地域37を代表するが、彼は以前の市長である。
ファーミントンヒルズは地域14に属し、民主党Vincent Gregoryが代表である。
市長のユースカウンスル（青年委員会）は活動的な十代の委員会/評議会で市の下で十代の問題に対処することを助けている。この委員会はRiley Skate Park (中西部で最大のスケートパーク）を作るのに助けたしたしまた、全米都市連盟（英語:National League of Cities (NLC) に代表を送り、地域新聞に記事を載せたり、市が大きなイベントをやるときに助力したり、バンドのバトル、トークショウを主催したりする。
「小児、青年、家族のための協議会」（英語：The Commission for Children, Youth and Families ）は隣接するファーミントンと協力して作業をおこなっているが、老若男女、人種を問わずこの都市を歓迎すべきコミュニティを作るために貢献している。ボランティア精神、地域サービス、教育を重点的に、この協議のパートナー、多人種、多文化協議会（英語 Multi-Racial Multi-Cultural Commission (MRMC),　老化委員会、ファーミントン公共学校地域、ファーミントン公共図書館など生活の質を高めるために、健康や知識へのアクセスを住民に提供している。2006年には, この二つの都市が合併すると費用が節約になりかということを討論したし、この二つの都市の活性化を探った。 Farmington　と Farmington Hills は既に学校区、図書館、法廷などは共有しているが、しかし、消防署は別々である。ファーミントンは警察というより、公共安全部門をもっている。

## 人口統計
2007年の推定によると, 一家庭あたり平均の収入は$73,274, その median 値（中央値）は1家庭あたり $93,136。 男性は $61,757 女性は $39,540 。 一人当たりの収入は $36,134.。家族の約 2.4% 、人口の4.1%は貧困線,以下の収入である。18歳以下の3.2% 65歳以上の 7.6%がそれに相当する。
- (貧困線（ひんこんせん、英: Poverty line, Poverty threshold）は、収入が生活に必要な最低限の物を購入することができる最低限の収入水準にあることを表す統計上の指標。定義上、貧困線上にある世帯や個人は、娯楽や嗜好品に振り分けられる収入が存在しない。)

### 2010年国勢調査
2010年の国勢調査において、人口は79,740, 世帯数は33,559　家族数は 21,412家族がこの都市に住んでいる。*人口密度は 2,396.0人毎平方マイル (925.1/km2)である。
- （注：2,396人/per sqmiである。）

36,178 の家単位があり、その平均密度は 1,087.1毎平方マイル (419.7/km2)。
都市の民族構成は 69.7% が白人, 17.4%がアフリカ系アメリカ人, 0.2%がネイティブ・アメリカン（Native American ）10.1% がアジア系、 0.4% が他の人種であった。2.2% が二つのまたは多くの人種であった。スペイン語系またはラテン系のアメリカ人は人口の1.9%であった。
世帯数33,559 のうち 29.1% は18歳以下の小児を同じ所帯に有している。 50.7%は夫婦で同居しており、 9.9%は所帯があるが夫はいない。 3.2%は男性の世帯主で妻はもたず、 36.2%は家族を持たない。 31.5% の所帯は個人で成り立っており12%は65歳以上の人と同居している。平均的所帯のサイズは 2.36人、家族の場合は 3.00人である。
この都市の平均年齢（英語： median age ）は42.1 years。 住民の21.5% は18歳以下。 7.1% は 18歳から 24歳; 25.2% は25歳から 44歳; 30.2% は 45 歳から 64歳; 15.9% は 65歳かそれ以上である。男性は 47.1% 女性は 52.9% 。
2013年4月現在, Farmington Hillsにはミシガン州の内で、4番目に多い日本人集団がある。589人である。

### 2000年国勢調査
2000年の国勢調査ではこの都市に住んでいる人は82,111 人、その 所帯数33,559、 家族数は 21,813。 人口密度は 2,466.4 per square mile (952.3/km2)。家の数は 34,858 housing units その密度は 1,047.0 per square mile (404.3/km2)。.人種構成は 82.95% が白人、 6.94%がアフリカ系アメリカ人、 0.17% ネイティブ・アメリカン, 7.54% がアジア系。 0.02%は太平洋の島々に住んでいた人、,0.46% は他の人種、1.93% は2つのまたはそれ以上の人種である。スペイン語系またはラテン系の民族は1.47%
12.6% はドイツ民族, 9.1%はポーランド人, 8.3% はアイリッシュ系、 7.1%は英国系で 5.5% は祖先がイタリア人であった。
所帯数は33,559、内29.5%は18歳以下の子供が同居している。56.0%は結婚しているカップルである。6.6%は女性で夫がいない。35.0%は家族でない（英語：non-families.)。全ての所帯数の 29.6% は個人でなりたっており、10.2%は65歳以上の人と住んでいる。所帯の平均人数は2.41であり、家族の平均の人数は3.04である。
この都市では人口は23.1%が18歳以下、6.7%が年齢18から24、31.3%が25から44,24.6%が、45から64, それ以上は14.4%である。
年齢の中間値（英語：median age）は 39歳である。100人の女性にたいし、 93.8人の男性がいる。18歳以下では100人の女性にたいし、男性は91.2人である。

## 教育

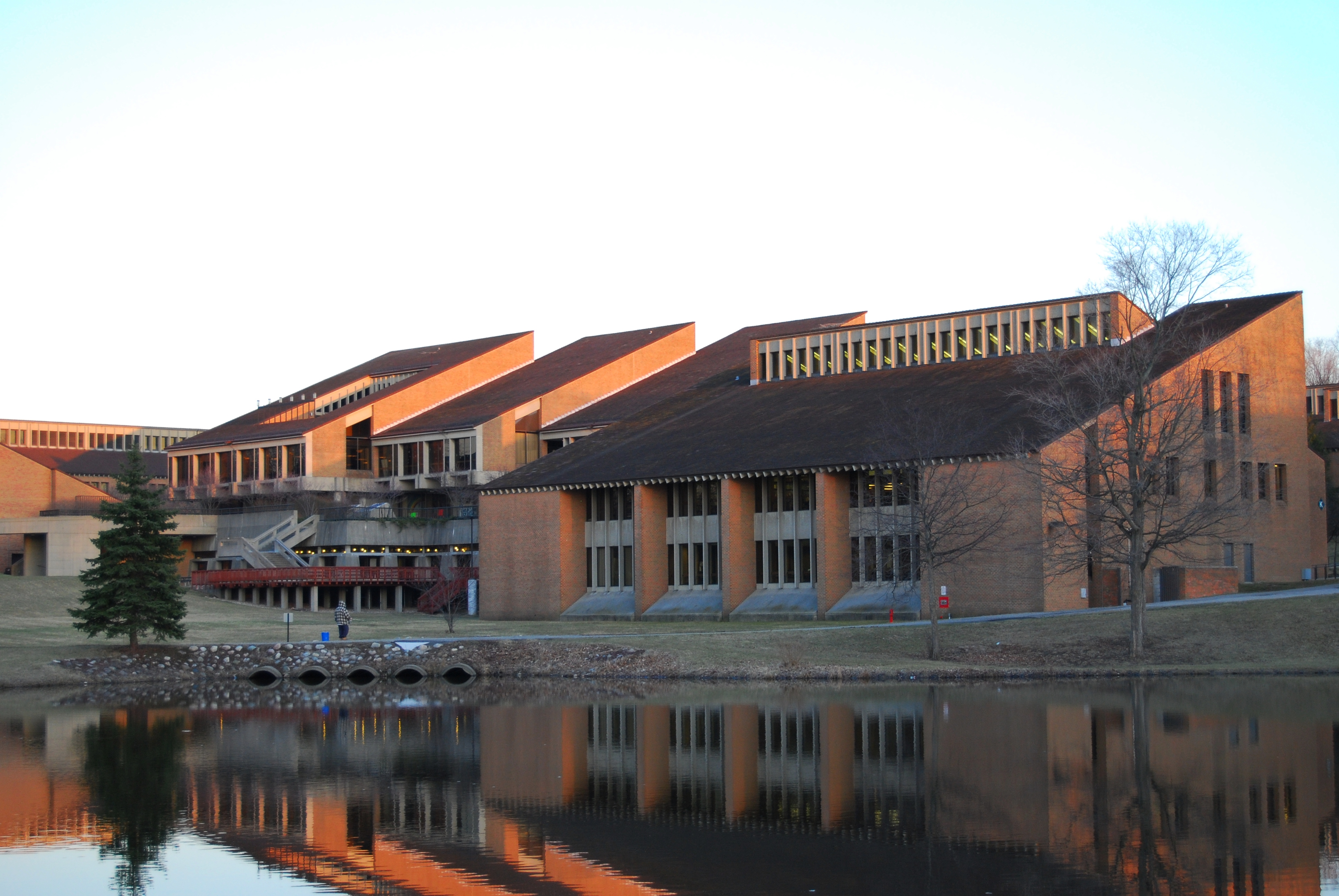
Oakland Community College, Orchard Ridge Campus

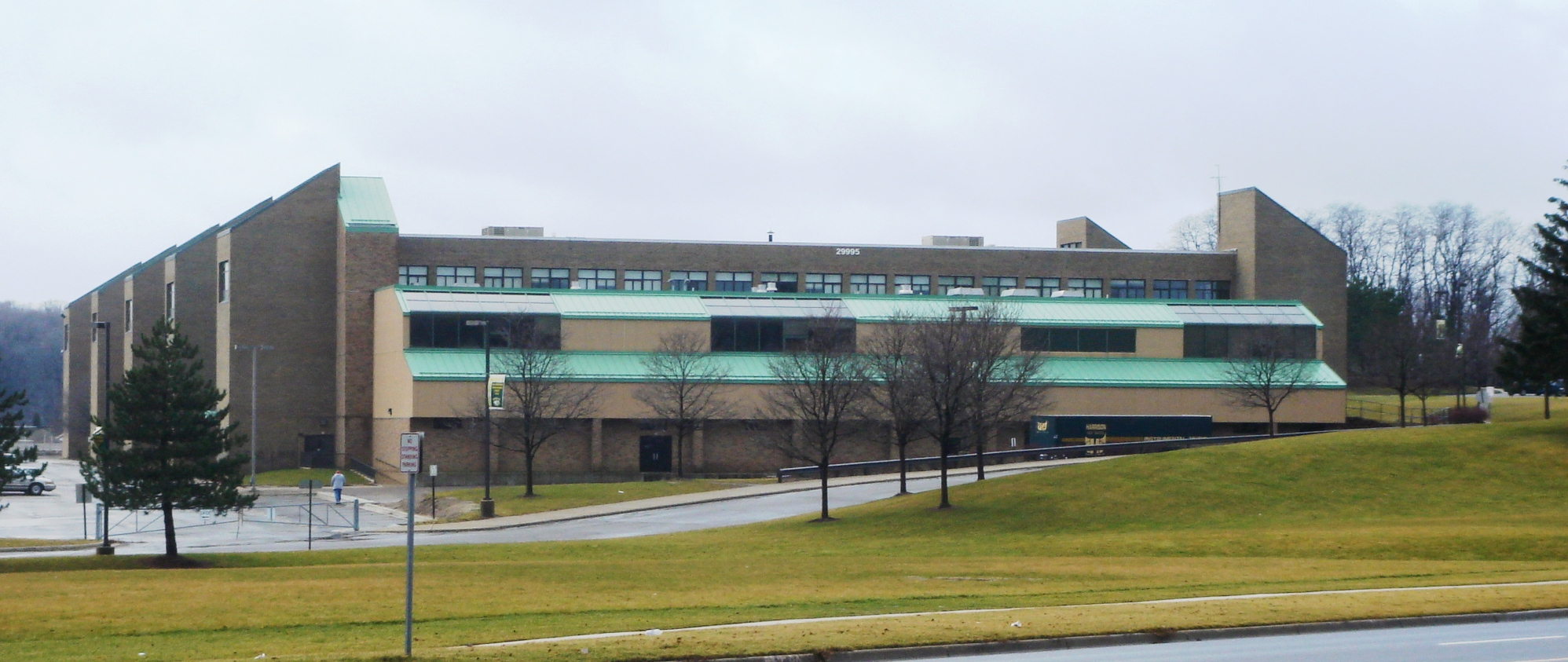
ハリスン高校

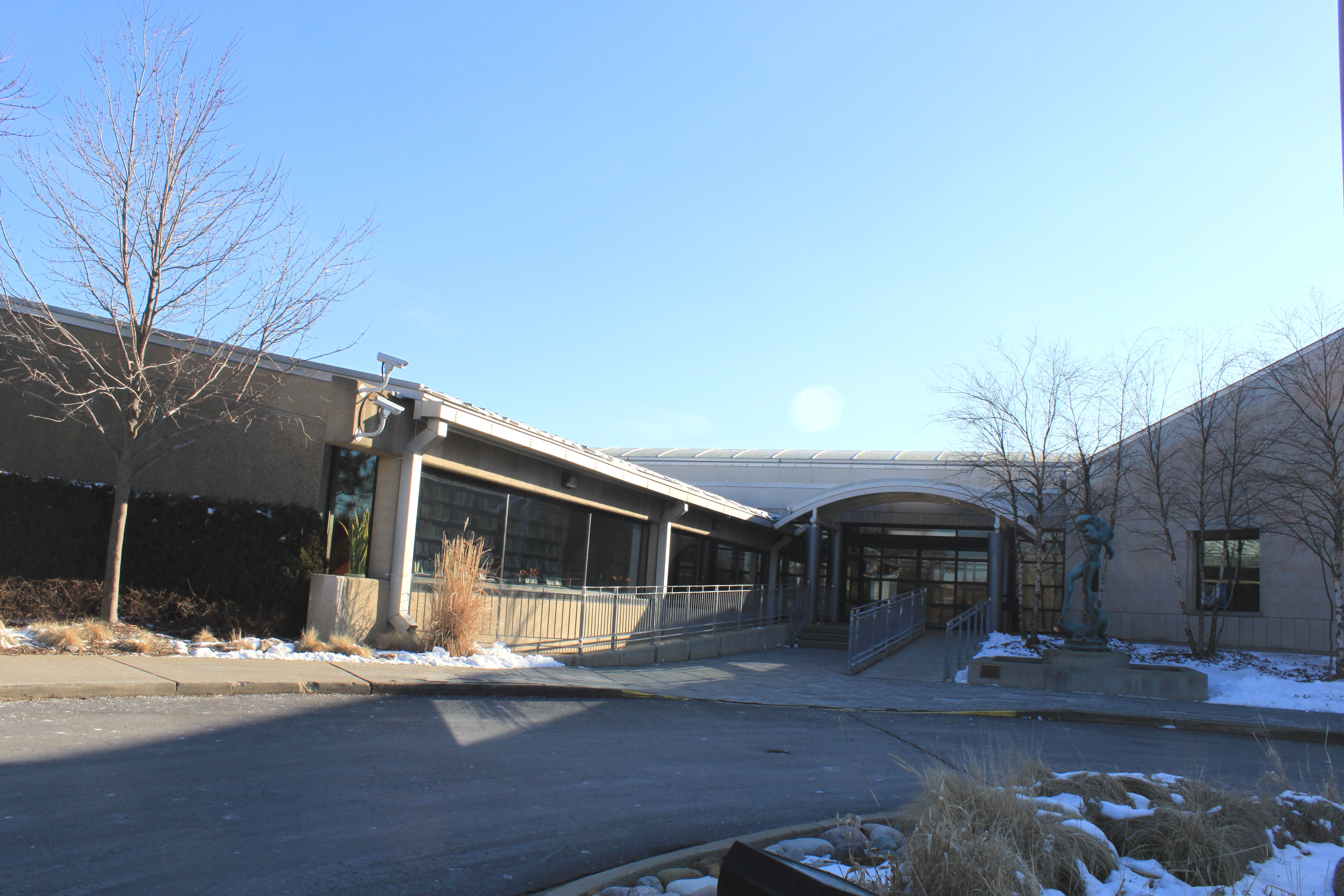
ファーミントン・コミュニティ図書館

ファーミントン・ヒルズの大部分の学区は「ファーミントン公共学校学区」(Farmington Public Schools)であり、それは隣接するファーミントンもサービスしている。Farmington High School, North Farmington High SchoolとHarrison High Schoolがある。ハリスン高校のフットボールチーム　「the Hawks」はJohn Herrington が1970年よりコーチを務める、強いフットボールチームである。
Farmington Hills は クラーレンスヴィル学区(Clarenceville School District)とWalled Lake Consolidated 学区(Walled Lake Consolidated Schools)に囲まれる。
この都市にはいくつかの私立学校があり、二つの区域のカトリックチャーチの学校を含む。 Lady of Sorrows と St. Fabianは、Archdiocese of Detroit　という全員女子のカトリック高校で　Mercy High School (Farmington Hills, Michigan)はルーテル派学校。  Concordia Lutheran School/St. Paul's Lutheran Preschool と ユダヤ系day school, Hillel Day Schoolがある.
この都市にはオークランドコミュニティカレッジの分校とデトロイトが本部のウェーン州立大学の郊外センターがある。

## 輸送機関
Suburban Mobility Authority for Regional Transportation  (EN, 略称：SMART) が地方道のバス路線を運用している。
市内の大通は Grand River (M-5), Orchard Lake Road, 12 Mile Road, 8 Mile Road, Northwestern Highway(M-10), I-696とI-275などである。. この都市には幾つかのフリーウエーインターチェンジがあり（英語：the city contains several freeway interchanges） 地方道と二本の州間道路を結んでいる。

## 有名な住民
有名な現在または過去の住民
- Marty Hine, Inventor 3M Post-Its

- Age Neely
- スティーブ・バルマー, Steve Ballmer, CEO of Microsoft
- Keith Benson, currently on the Talk 'N Text Tropang Texters in the Philippine Basketball Association
- Elizabeth Berkley, known for her roles on Saved by the Bell (Jessie) and Showgirls
- Angela Corsi, winner of Miss Michigan 2006
- Pam Dawber, known for her role as Mindy on Mork and Mindy
- Colin Egglesfield, Actor known for his role as Dr. Josh Madden in the long running soap opera All My Children
- Cam Fowler, NHL hockey player for the Anaheim Ducks
- Kirsten Haglund, winner of Miss Michigan (2007) and Miss America (2008)
- Ernie Harwell, former radio announcer for the Detroit Tigers
- Al Jean, known for his work on The Simpsons
- ビル・ジョイ  Bill Joy, co-founder of Sun Microsystems[20]
- Marta Kristen, who played teenage daughter Judy Robinson on television's Lost in Space
- Jaime Ray Newman, known for her work on Related and Stargate Atlantis
- Eren Ozker, puppeteer and The Muppets|Muppeteer
- Neal Rubin, columnist for The Detroit News
- Barry Sanders, Hall of Fame running back for the Detroit Lions
- Martha Smith, Miss July 1973 Playboy Centerfold, Actress "National Lampoon's Animal House","Scarecrow and Mrs. King"
- Drew Stanton, NFL quarterback currently for the Indianapolis Colts,and previous Michigan State player
- Fred Toucher, Boston radio DJ for 98.5 The Sports Hub
- Fred M. Warner, governor of Michigan
- James Wolk, Actor You Again